# Christel Pascal
Pour les articles homonymes, voir Pascal.

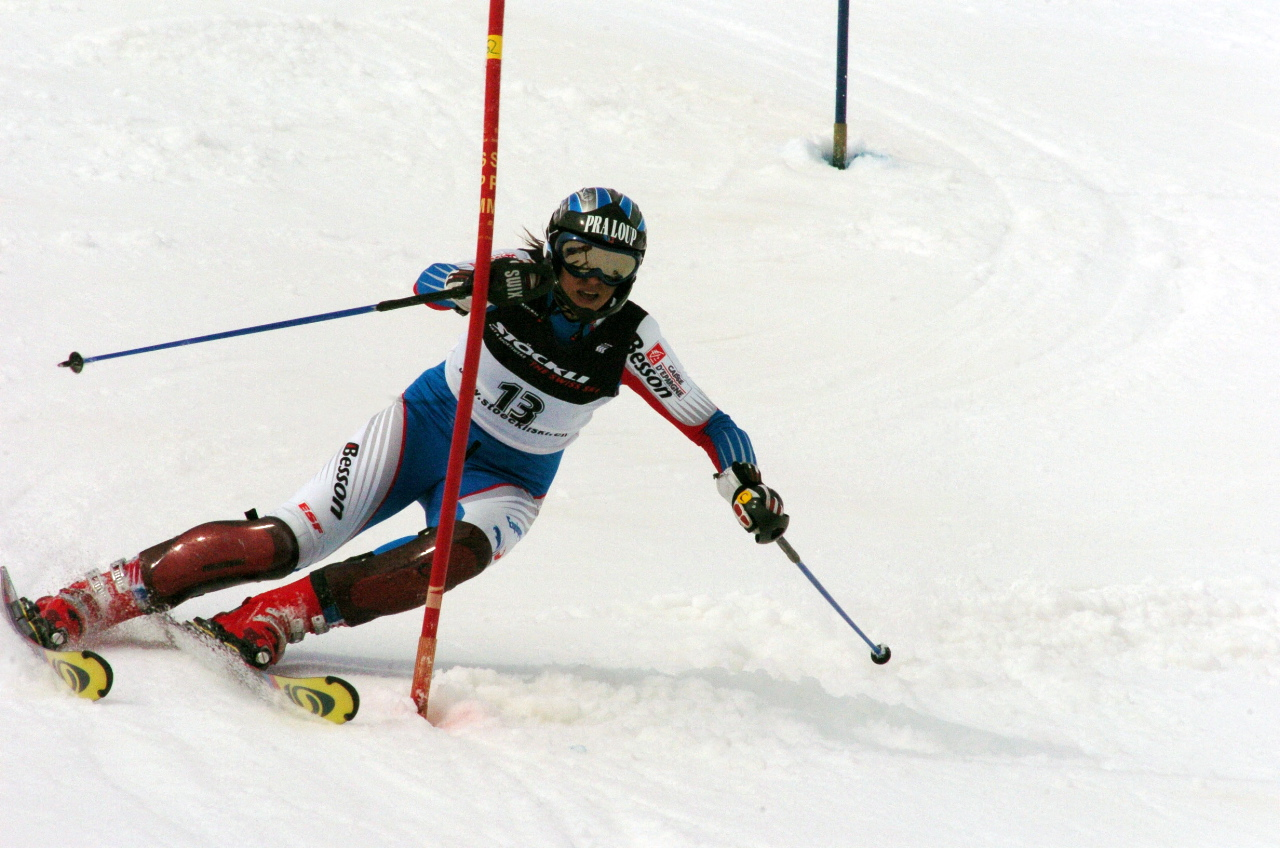

Christel Pascal-Marchal est une ancienne skieuse alpine française, née le 6 octobre 1973 à Gap. Elle a été consultante sur RMC et Eurosport. Elle a été mariée au skieur alpin Christophe Saioni. Aujourd'hui elle est mariée au directeur de l'entreprise Trame montagne, Hervé Marchal.
Elle est actuellement propriétaire et gérante de la luge 4 saisons, Praloops, à Praloup.

## Palmarès

### Jeux olympiques d'hiver
Christel Pascal participe aux Jeux de Salt Lake City en 2002. Elle y dispute deux courses et obtient son meilleur résultat avec une 25e place dans le slalom géant.
| Épreuve / Édition | Salt Lake City 2002 |
| ----------------- | ------------------- |
| Slalom géant      | 25e                 |
| Slalom            | Abandon             |

### Championnats du monde
Christel Pascal participe à cinq éditions des championnats du monde de ski alpin entre 1997 et 2005. Elle y dispute six courses et obtient une médaille d'argent dans le slalom de Sankt Anton am Arlberg en 2001. Elle remporte également une médaille de bronze par équipes aux Mondiaux de Bormio en 2005.
| Épreuve / Édition | Sestrières 1997 | Vail/Beaver Creek 1999 | Sankt Anton 2001 | Saint-Moritz 2003 | Bormio 2005 |
| ----------------- | --------------- | ---------------------- | ---------------- | ----------------- | ----------- |
| Slalom géant      | -               | -                      | 7e               | -                 | -           |
| Slalom            | 18e             | 18e                    | Argent           | 12e               | 12e         |

### Coupe du monde
Au total, Christel Pascal participe à 133 courses en Coupe du monde, principalement en slalom. Elle compte neuf podiums dans cette discipline, dont une victoire. Elle obtient son meilleur classement général en 2000 en finissant au 12e rang, et se place au 2e rang du classement du slalom cette même année,.

#### Différents classements en Coupe du monde
| Saison / Épreuve | Saison / Épreuve | Général | Général | Slalom | Slalom | Slalom géant | Slalom géant |
| ---------------- | ---------------- | ------- | ------- | ------ | ------ | ------------ | ------------ |
| Saison / Épreuve | Saison / Épreuve | Class.  | Points  | Class. | Points | Class.       | Points       |
| 1995             | 1995             | 93e     | 20      | 36e    | 20     | -            | -            |
| 1996             | 1996             | 101e    | 11      | 50e    | 11     | -            | -            |
| 1997             | 1997             | 66e     | 61      | 28e    | 61     | -            | -            |
| 1998             | 1998             | 89e     | 21      | 40e    | 21     | -            | -            |
| 1999             | 1999             | 61e     | 86      | 24e    | 86     | -            | -            |
| 2000             | 2000             | 12e     | 646     | 2e     | 626    | 46e          | 20           |
| 2001             | 2001             | 14e     | 429     | 6e     | 311    | 18e          | 118          |
| 2002             | 2002             | 24e     | 350     | 6e     | 312    | 36e          | 38           |
| 2003             | 2003             | 17e     | 372     | 4e     | 359    | 40e          | 13           |
| 2004             | 2004             | 56e     | 123     | 24e    | 100    | 36e          | 23           |
| 2005             | 2005             | 48e     | 137     | 15e    | 137    | -            | -            |
| 2006             | 2006             | 110e    | 6       | 48e    | 46     | -            | -            |

#### Détail des victoires
| Saison / Épreuve | Slalom          | Total |
| 2000             | Copper Mountain | 1     |
| Total            | 1               | 1     |

#### Performances générales
| Résultat  | Slalom géant | Slalom | Total |
| --------- | ------------ | ------ | ----- |
| 1re place | -            | 1      | 1     |
| 2e place  | -            | 6      | 6     |
| 3e place  | -            | 2      | 2     |
| Top 10    | 1            | 34     | 36    |
| Top 30    | 20           | 56     | 77    |
| Autres    | 21           | 35     | 56    |
| Départs   | 41           | 91     | 133   |

### Championnats de France
Elle a été 5 fois Championne de France Elite dont : 
- Championne de France de Slalom Géant en 2000
- 4 fois Championne de France de Slalom en 1997, 2000, 2001 et 2002